# Quadragesimo anno
Quadragesimo anno (łac. Czterdziestego roku) – encyklika społeczna papieża Piusa XI ogłoszona 15 maja 1931.
Ogłoszona w 40. rocznicę ogłoszenia encykliki Rerum novarum papieża Leona XIII.

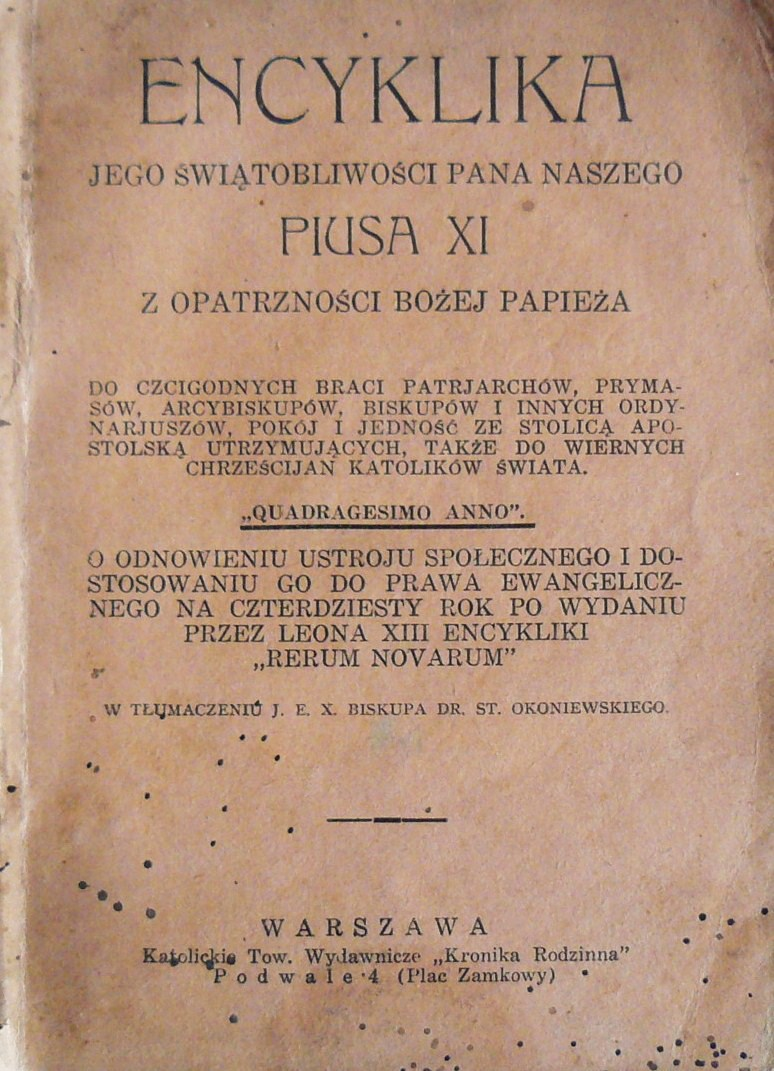
Polskie wydanie przedwojenne

Pius XI wyraził w encyklice troskę o los ludzi żyjących z pracy własnych rąk. Potwierdził, że socjalizmu nie można pogodzić z prawdziwym chrześcijaństwem, czyli wiarą katolicką, jako że socjalizm zakłada niesprawiedliwe podzielenie owoców pracy. Również nadmierny liberalizm nie jest uczciwy, gdyż prowadzi jedynie do gromadzenia kapitału, bez dbałości o ludzi.
54. Przez długi czas kapitał mógł sobie przywłaszczać za wiele korzyści. Zagarniał cały wynik produkcji i wszystkie jej owoce, a robotnikowi zostawiał zaledwie tyle, ile mu trzeba było koniecznie na utrzymanie i odświeżenie sił. Głoszono zdanie, że cały gromadzący się kapitał według niezłomnego prawa gospodarczego przynależy bogatym, i że mocą tego samego prawa robotnicy są skazani na wieczną nędzę albo na najniższą stopę życiową.
55. Do skrzywdzonych robotników przyłączyli się doktrynerzy z kół wykształconych, którzy powyższemu fałszywemu prawu przeciwstawili równie fałszywą zasadę moralną, w myśl której wszystkie owoce produkcji i wszystkie zyski z wyjątkiem tych, które są potrzebne do utrzymania i odświeżenia kapitału, należą się sprawiedliwie samym robotnikom. Błąd ten, choć mniej widoczny niż socjalistyczne żądanie upaństwowienia lub socjalizacji wszystkich dóbr wytwórczych, niebezpieczniejszy jest od niego i łatwiej uwodzi nieostrożnych: słodka trucizna, którą piło wielu spośród opornych na otwarte działanie socjalizmu.
Encyklika stała u podstaw rozwoju korporacjonizmu, ruchu społeczno-politycznego twierdzącego, że pracownicy i właściciele mają identyczne interesy, dlatego będą wspólnie dążyć do sukcesu. Korporacja powinna dbać nie tylko o materialny dobrobyt swych członków, ale także o ich rozwój społeczny.
Podobnym kierunkiem społeczno-politycznym, choć zakładającym istnienie wspólnych celów dla całego społeczeństwa, jest solidaryzm.